# تونی خان
آنتونی رفیق خان (به انگلیسی: Antony Rafiq Khan) (متولد ۱۰ اکتبر ۱۹۸۲) یک تاجر، مروج و مدیر ورزشی پاکستانی _ آمریکایی است که به دلیل مشارکت در فوتبال آمریکایی ، کشتی حرفه ای و فوتبال شناخته شده‌است. او بیشتر به‌عنوان بنیان‌گذار و مالک شرکت اول الیت رسلینگ (AEW) شناخته می‌شود، جایی که او همچنین سمت‌های رئیس، مدیر اجرایی، مدیر کل و تهیه‌کننده اجرایی ارتقاء را دارد.